# Robert Knepper
Robert Lyle Knepper, ameriški igralec, * 8. julij 1959, Fremont, Ohio, ZDA.

## Življenjepis
Vzgojila sta ga mati in oče v mestu Mamumee, v Ohio, blizu Toleda. V mladosti je pogosto igral v šolskih produkcijah.
Po končani srednji šoli leta 1977 je študiral igro na Northwestern University, vendar pa je kmalu pustil šolo in odšel v New York, kjer je igral v gledališču. Čeprav ni nikoli nameraval igrati v filmih in televizijskih serijah, se je leta 1986 pojavil v »The Paper Chase« in »That's Life«.
Trenutno živi v Dallasu v Teksasu z ženo Tori in sinom Benom.

## Delo
Pojavil se je še v filmih D.O.A., Renegades, Young Guns II, gas Food Lodgning, Hostage in Good Night and Good Luck.
Prav tako se je pojavil v številnih televizijskih serijah; »Zakon in red«, »Zakon in red - zločinski naklep«, »Nikita«, »New York Undercover«, »Zvezdne steze: Naslednja generacija«, »Zvezdne steze: Voyager«, »Urgenca«, »L.A. Law«, »Profiler« , »South Beach«, »Umor, je napisala«, »Na kraju zločina: Miami« in »Zahodno krilo«.
Danes je najbolj znan po vlogi Theodora »T-Baga« Bagwella, v priljubljeni seriji Beg iz zapora.